# 島根県道257号布部安来線
島根県道257号布部安来線（しまねけんどう257ごう ふべやすぎせん）は、島根県安来市を通る一般県道である。

## 概要
安来市広瀬町布部から安来市島田町に至る。

### 路線データ
- 起点：島根県安来市広瀬町布部（国道432号交点）
- 終点：島根県安来市島田町（清水入口交差点、国道9号交点）

## 路線状況

### 重複区間
- 島根県道・鳥取県道9号安来伯太日南線（安来市清井町）

### 道路施設

#### 橋梁
- ながどうろ大橋（吉田川、安来市）
- 宇賀荘大橋（伯太川、安来市、島根県道・鳥取県道9号安来伯太日南線重複区間内）
- 石田橋（万才川、安来市）

## 地理

### 通過する自治体
- 島根県
  - 安来市

### 交差する道路
| 交差する道路                                     | 交差する場所 | 交差する場所          |
| ------------------------------------------------ | ------------ | --------------------- |
| 国道432号                                        | 広瀬町布部   | 起点                  |
| 鳥取県道・島根県道102号米子広瀬線                | 野方町       |                       |
| 島根県道・鳥取県道9号安来伯太日南線 重複区間起点 | 清井町       |                       |
| 島根県道・鳥取県道9号安来伯太日南線 重複区間終点 | 清井町       |                       |
| 島根県道245号清水寺線                            | 清水町       |                       |
| 島根県道334号安来インター線                      | 島田町       |                       |
| 国道9号 国道180号 重複                           | 島田町       | 清水入口交差点 / 終点 |

### 交差する鉄道
- 山陰本線

### 沿線
- 安来市役所 布部出張所
- 安来市市立宇賀荘小学校
- 清水寺

### 峠
- 槇ヶ峠（安来市）